# Carinurella paradoxa
Carinurella paradoxa là một loài động vật giáp xác thuộc họ Niphargidae, và loài duy nhất thuộc chi Carinurella. Loài này có ở khu vực nước ngầm của các con sông Vipava và Soča (Isonzo) ở Ý và Slovenia.